# 5月21日 (旧暦)
旧暦5月21日は、旧暦5月の21日目である。六曜は先勝である。

## できごと
- 養老4年（ユリウス暦720年7月1日） - 舎人親王らが『日本書紀』30巻と系図1巻を撰上
- 弘安4年（ユリウス暦1281年6月9日） - 壱岐・対馬に高麗の兵船が襲来。弘安の役の始まり
- 天正3年（ユリウス暦1575年6月29日） - 長篠の戦い
- 文政10年（グレゴリオ暦1827年6月15日） - 頼山陽が元老中・松平定信に『日本外史』22巻を献呈
- 明治2年（グレゴリオ暦1869年6月30日） - 京都市で日本初の小学校が開校